# Leo Amery
Leopold "Leo" Charles Maurice Stennett Amery, född 22 november 1873, död 16 september 1955, var en brittisk journalist, politiker, advokat och affärsman.

## Biografi
Amery var medarbetare i The Times 1899-1909 och 1899-1900 tidningens huvudkorrespondent i Sydafrika. Amery, som i ungdomen stått Winston Churchill nära, tillhörde som konservativ unionist underhuset 1911-1945 och olika konservativa regeringar från 1919 i sjö-, kolonial- och dominionsministerierna. Under andra världskriget var han 1940-45 minister för Indien och Burma. Amery intog en ledande ställning inom flera industri- och transportföretag.